# Xanthophorus nepalica
Xanthophorus nepalica is een keversoort uit de familie bladkevers (Chrysomelidae). De wetenschappelijke naam van de soort werd in 1999 gepubliceerd door Medvedev & Sprecher-Uebersax.